# Soboundou
Soboundou è un comune rurale del Mali, capoluogo del circondario di Niafunké, nella regione di Timbuctù.
Il comune è composto da 50 nuclei abitati ed il centro principale è Niafunké, che dà il nome al circondario.